# Paige Satchell
Paige Therese Satchell (Rotorua, 13 de abril de 1998) es una futbolista neozelandesa. Juega como delantera para el London City Lionesses de la FA Women's Championship de Inglaterra. Es internacional con la selección de Nueva Zelanda.
Ha jugado para el equipo nacional de Nueva Zelanda en los niveles sub-17 y sub-20, así como en la selección mayor. También fue convocada para representar a su país en los Juegos Olímpicos de Tokio 2020.

## Primeros años y educación
Satchell es de Rotorua, Nueva Zelanda. Pertenece a la iwi maorí de los Ngāpuhi. Tiene una hermana mayor (Eillish) y tres hermanastros mayores (Kayne, Lea, QJ). Jugó al fútbol por primera vez a los cinco años. A los nueve años ya jugaba al fútbol para el Ngongotaha AFC, donde continuó hasta los 14 años. También se destacó en el ateltismo, ganando un título nacional en su grupo de edad para cross country en 2011. A los 17 años era una estudiante en el John Paul College.

## Carrera
Satchell fue miembro del equipo femenino sub-17 de Nueva Zelanda para la Copa Mundial Femenina Sub-17 de la FIFA 2014. Luego jugó para el equipo nacional de Nueva Zelanda en la división sub-20, incluida la Copa Mundial Femenina Sub-20 2016 de la FIFA.
Satchell ha jugado al fútbol para el Rotorua United. En 2015 se unió al Three Kings United. Se mudó a Auckland para avanzar en su carrera futbolística. Al año siguiente, Satchell fue seleccionada para unirse al equipo nacional de Nueva Zelanda, conocido como las Ferns, para jugar partidos amistosos contra Australia. Fue una de las jugadoras de reserva del equipo de Nueva Zelanda en los Juegos Olímpicos de 2016. En un partido de diciembre de 2016 contra Tailandia, Satchell asistió en dos goles y marcó un tercero, ayudando a Nueva Zelanda a una victoria por 3-1.
El 17 de abril de 2019, Satchell firmó su primer contrato profesional, con el club alemán SC Sand, de la Bundesliga Femenina, para la temporada 2019-20.

## Palmarés

### Títulos internacionales
| Título                        | Equipo        | Sede            | Año  |
| ----------------------------- | ------------- | --------------- | ---- |
| Campeonato Sub-20 de la OFC   | Nueva Zelanda | Tonga           | 2015 |
| Campeonato Femenino de la OFC | Nueva Zelanda | Nueva Caledonia | 2018 |

(*) Incluyendo la Selección

### Distinciones individuales
| Distinción                   | Año  |
| ---------------------------- | ---- |
| Mejor Once de la OFC (IFFHS) | 2022 |